# Middoge
Middoge is een dorp in de gemeente Wangerland in de Duitse deelstaat Nedersaksen. Het maakt deel uit van Landkreis Friesland.
De Bundesstraße 461, die van Wittmund naar Harlesiel aan de Noordzee leidt, loopt 3 kilometer ten westen van het dorp langs Funnix, gemeente Wittmund.
Middoge ligt in het uiterste westen van de gemeente, 2 km ten westen van Tettens, aan de rand van de vroegere, vanaf de 16e eeuw geleidelijk ingepolderde, Harlebucht. Het was ooit een schiereiland (vandaar de naam -oge, van -Oog, Nederlands: eiland, in de plaatsnaam).
De zgn. Goldene Linie, de historische grens tussen Oost-Friesland en het Graafschap Oldenburg, waartoe de Landkreis Friesland en Jeverland behoorden, loopt door het dorp.

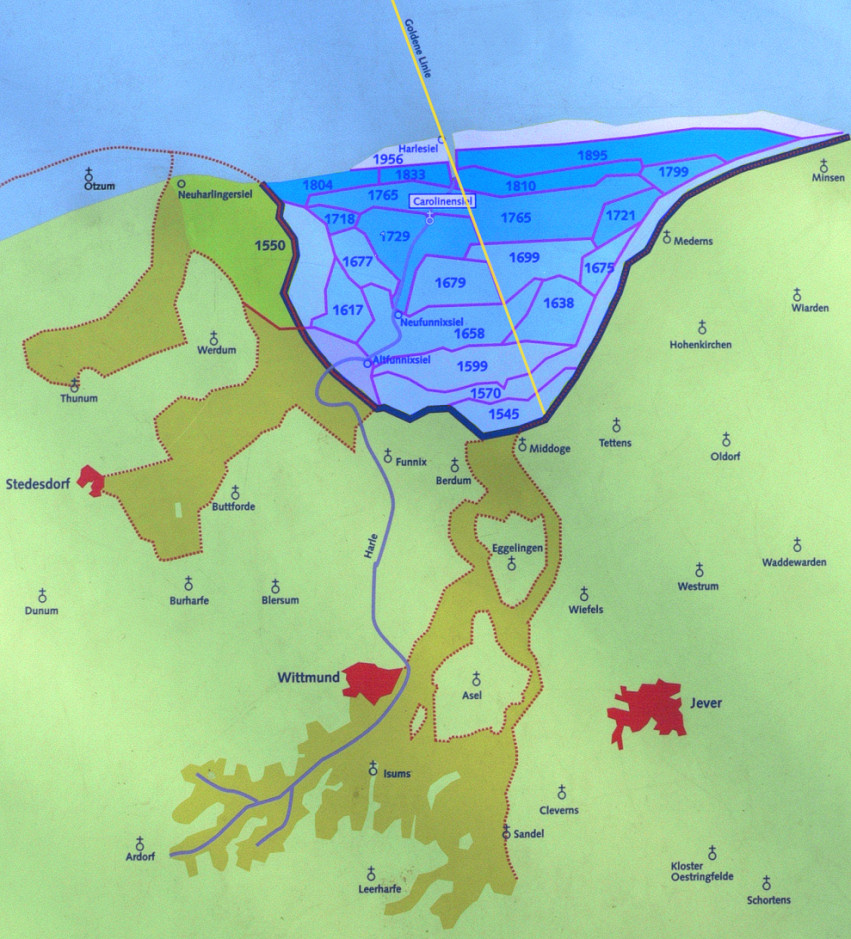
Schematische kaart van de inpolderingen van de Harlebucht, met jaartallen, en de Goldene Linie

Het landschap wordt gekenmerkt door kleine polders met weiland, omringd door bochtige stroompjes en vele brede ontwateringssloten.

## Bezienswaardigheid
- De dorpskerk is gebouwd in de tweede helft van de vijftiende eeuw, en rond 1800 vergroot. De buitenmuur van het koor is in 1912 vernieuwd.